# بهشت سکینه

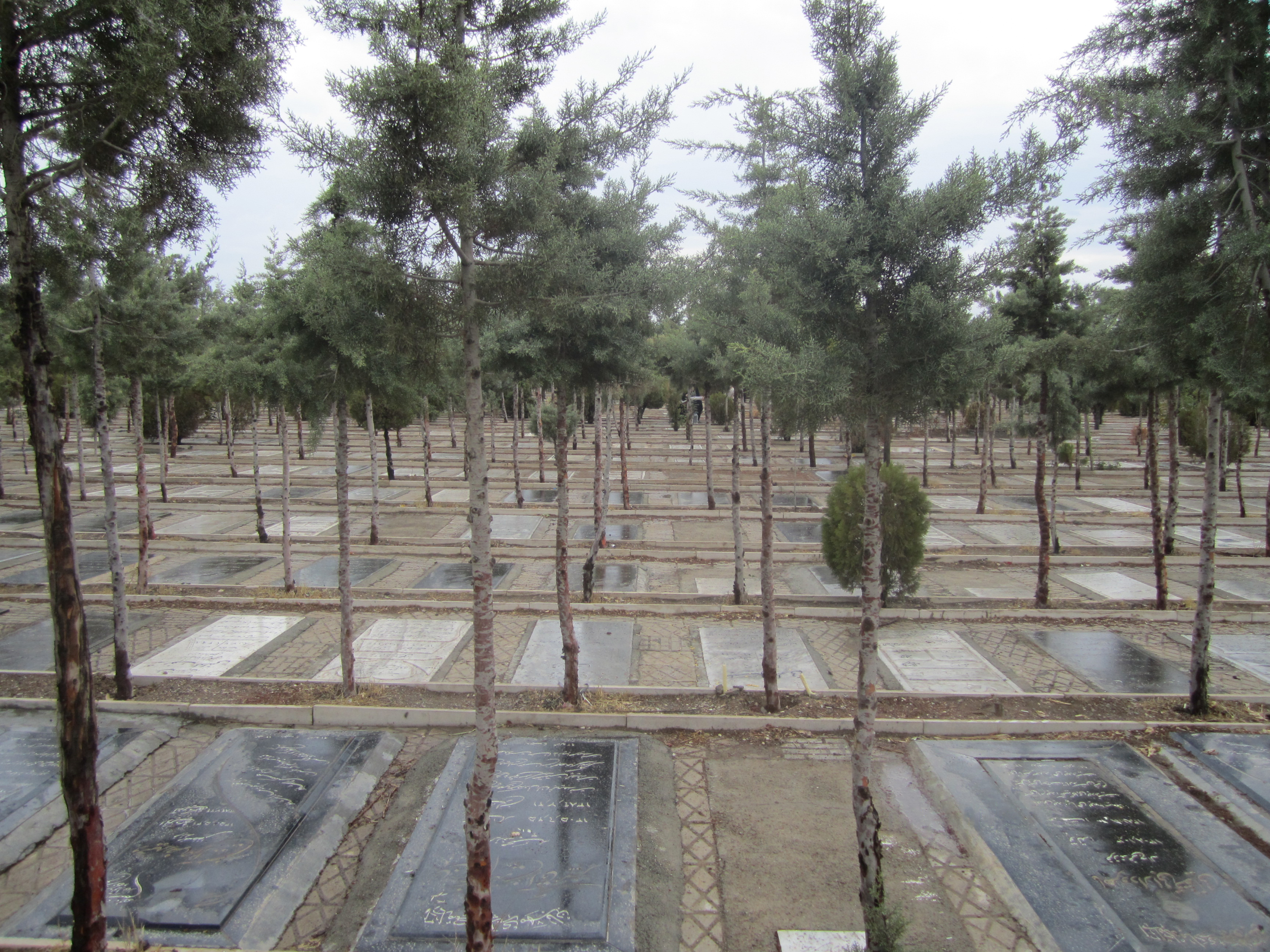
قبرستان بهشت سکینه

بهشت سکینه نام قبرستان اصلی شهرستان کرج و بزرگ‌ترین قبرستان استان البرز ایران است.
زمین این قبرستان در سال ۱۳۵۴ توسط فرمانداری و جنگل‌داری وقت، طی صورت جلسه‌ای در ۲۰ بهمن ۱۳۵۴ تحویل شهرداری کرج گردید و استفاده رسمی از آن به‌عنوان قبرستان شهرداری کرج شهر آغاز شد.
نام این قبرستان در دی‌ماه سال ۱۳۵۵ از «قبرستان شهرداری کرج» به «بهشت سکینه (س)» تغییر یافت. بهشت سکینه سال‌ها توسط شهرداری و هیئت امناء اداره می‌شد؛ تا این که در سال ۱۳۷۰ سازمانی با نام «سازمان بهشت سکینه» تأسیس گردید و اساس‌نامه آن در تاریخ ۴ فروردین ۱۳۷۳ مورد تصویب وزارت کشور قرار گرفت.